# Synod
Synod (grekiska synodos "sammankomst", "församling", ordagrant "samma väg"), är ett annat ord för kyrkomöte, vanligen biskopsmöten i provinser, stift eller liknande. Många kyrkosamfund kallar sin styrelse eller sitt högsta beslutande organ för synod. De sju ekumeniska kyrkomötena som erkänns av de allra flesta kristna kyrkor brukar istället kallas koncilier.

## Sammanslutningar
- Svenska kyrkans fria synod, sammanslutning inom Svenska kyrkan
- Augustanasynoden, evangelisk-lutherskt kyrkosamfund i USA med svenska historiska rötter
- Missourisynoden, evangelisk-lutherskt kyrkosamfund i USA (egentligen Lutheran Church-Missouri Synod)

## Möten
- General Synod, ett tidigare lutherskt kyrkosamfund i USA
- Westminstersynoden, ett kyrkomöte 1643–1649 där den brittiska puritanismen formade sina bekännelseskrifter. Dess lära gäller fortfarande inom bland annat Skotska kyrkan